# F Cunha Moreira (F-202)
A F Cunha Moreira será uma fragata da classe Tamandaré, a terceira de uma série de 4 navios. Atualmente a fragata se encontra em construção para a Marinha do Brasil, tendo o lançamento previsto para 2026.

## Desenvolvimento
A Cunha Moreira faz parte do plano denominado "Construção do Núcleo de Força Naval", idealizado em 2017 pelo governo brasileiro, com o objetivo principal de substituir as fragatas Niterói em operação desde 1975 e as Tipo 22 adquiridas em segunda mão do Reino Unido na década de 1990.
A configuração final de armamentos e sensores foi anunciada no dia 10 de junho de 2021. O navio está em construção pelo consórcio Águas Azuis composto pela ThyssenKrupp Marine Systems, Embraer Defesa & Segurança e Ministério da Defesa do Brasil, na cidade brasileira de Itajaí, com o primeiro corte de aço no dia 13 de novembro de 2024.
No dia 5 de junho de 2025, realizado a cerimônia do batimento de quilha da fragata, que é caracterizado pelo posicionamento de um desses blocos em seu local de edificação. Este primeiro bloco é a praça de máquinas da parte dianteira da embarcação, pesando cerca de 52 toneladas, onde serão instalados dois motores, uma caixa redutora e equipamentos auxiliares.

## Origem do nome
Cunha Moreira é uma homenagem a Luís da Cunha Moreira, conhecido como o Visconde de Cabo Frio. Ele foi o primeiro brasileiro nato a atuar como Ministro da Marinha do Brasil. Além disso, teve um papel importante na formação da Primeira Esquadra brasileira e foi fundamental para o processo de consolidação da Independência do nosso país.